# 白川裕二郎
白川 裕二郎（しらかわ ゆうじろう、1976年〈昭和51年〉12月11日 - ）は、日本の俳優、歌手。歌謡コーラス・グループ・純烈のメンバー。朝日山部屋所属の元大相撲力士。神奈川県横浜市港北区綱島出身。
本名同じ、旧芸名は白川 侑二朗（しらかわ ゆうじろう）、身長185cm、体重74kg。星座はいて座。血液型はA型。大相撲時代の四股名は綱ノ富士（つなのふじ）、最高位は序二段99枚目。G-STAR.PRO所属。既婚。

## 来歴
- 高等学校卒業後、大相撲の朝日山部屋（師匠は若二瀬唯之）に入門し、1995年9月場所に本名の白川という四股名で初土俵を踏んだ[4]。
- 大相撲時代の体格は身長182cm、体重82kgと小柄な力士で、自身は当時1日に米1升のノルマと、プロテインを混ぜたドリンクを飲むのが苦痛だったと語っている。
- 1996年7月場所より四股名を綱ノ富士に改名したが、怪我のために1996年9月場所限りにわずか入門1年で引退[4]。その後、母親から劇団のポスターを見せられたことがきっかけで、俳優に転身する[5]。なお、力士時代に105kgまで増えた体重は引退後の糖質制限によって一般人レベルまで減らした[6]。2023年には、一晩で寿司約100皿を平らげたことを報告し、この元力士としての大食いエピソードが話題となった[7]。
- 2002年『忍風戦隊ハリケンジャー』の霞一甲 / カブトライジャー役として俳優デビュー。共演した塩谷瞬らと共に「イケメンヒーローブーム」の担い手となる。
- 『ハリケンジャー』で共演した山本康平、姜暢雄、西岡竜一朗、『仮面ライダーアギト』に出演した友井雄亮と共に「anunnaki」という洋服ブランドの一員にもなっていた（現在は活動休止中）。
- その後も俳優としてテレビ、舞台などで活動。また、2007年からは歌謡コーラス・グループ、純烈のメンバーとして活動し、メインボーカルを担当している。
- 2007年7月から2010年1月まで、一時的に芸名を「裕二郎」から「侑二朗」に改名していた（読みは同じ）。
- 2013年7月に『忍風戦隊ハリケンジャー 10 YEARS AFTER』が、東映ビデオによりシリーズ初の10年後の続編として発表された[8]。
- 2019年1月1日、8年前に1歳年下の一般人女性と結婚していたことを発表[2]。6月1日、夜から嘔吐と下痢の症状が出て、2日に都内の病院で診察をしたところ、ウイルス性胃腸炎と診断され入院したが、同月6日に仕事に復帰した[9]。
- 2020年11月24日、左肩腱板断裂の手術を受ける[10]。
- 2021年1月9日放送のNHK BS1『大相撲どすこい研（第4回・関脇編）』にゲスト出演[11]、また、1月16日号の『大相撲中継』（令和3年 初場所号）には対談が掲載されるなど[12]、大相撲関係からも声がかかるようになる。
- 2022年9月24日、『ハリケンジャー』の番組放送20周年記念イベント「ハリフェス」が、和歌山マリーナシティにて開催された。出演俳優は、白川の他、塩谷瞬 （ハリケンレッド/椎名鷹介 役）、長澤奈央 （ハリケンブルー / 野乃七海 役）、山本康平 （ハリケンイエロー/尾藤吼太 役）、姜暢雄 （クワガライジャー/霞一鍬 役）。ゲストアーティストとして高取ヒデアキが忍風戦隊ハリケンジャーオープニング曲「ハリケンジャー参上！」他を歌唱[13]。冒頭の「シュシュっと参上！」のフレーズで、会場が一瞬にしてハリケンジャーの世界観に彩られた。会場は従来のハリケンジャーのファンに加え、純烈として活躍する白川のファンも多数かけつけ700席のホールはほぼ満席となった。

## 人物
- 姉が1人いる。趣味は釣り・筋トレ。特技は股割り・サーフィン・スキー・スノーボードなど[1]。好きなアーティストは尾崎豊、ジョナサン・ラーソン[1]。好きな漫画家は原哲夫[1]。座右の銘は「努力はうそをつかない」、「あきらめないのも才能」[1]。
- 大の猫好きで、自宅では猫を2匹飼っている。『ねこ自慢』（BS-TBS）では自身初登場の回ではゲストとして自宅で飼い猫を披露しただけでなく、カメラの前で堂々と猫の耳をやさしくパクパク咥えたり肉球の匂いを嗅いで悦に浸っていた。そんな縁から、のち同番組ではリポーターとしても登場した。

## スポーツマンNo.1決定戦
- 持ち前の運動能力を活かしてTBS『スポーツマンNo.1決定戦』では、芸能人サバイバルバトルに5大会連続で出場し、出場した5回全てで総合6位以内に入っている。
- BEACH FLAGSでは1度No.1に輝いており、その時に決勝で闘った相手は芸能人大会とプロスポーツマン大会の両方で当種目のNo.1を獲得している池谷直樹。
- MONSTER BOXとPOWER FORCEでも1度ずつNo.1に輝き、MONSTER BOXは19段をマーク。POWER FORCEは第14回大会でNo.1に輝き、2回戦（初戦）で滝川英治、準決勝で酒井宏之、決勝でなかやまきんに君に勝利している。
- SHOT-GUN-TOUCHとの相性が悪く、自己記録12m10cmを持っているが、3回中2回ボタンプッシュミスで失敗した大会もあり、出場した5大会中3大会は総合6位に終わっている。

### 芸能人サバイバルバトル
| 大会       | 放送日        | 総合順位 |
| ---------- | ------------- | -------- |
| 第11回大会 | 2003年3月31日 | 2位      |
| 第12回大会 | 2003年9月26日 | 6位      |
| 第13回大会 | 2004年4月5日  | 6位      |
| 第14回大会 | 2005年4月8日  | 4位      |
| 第15回大会 | 2005年9月28日 | 6位      |

## 出演

### テレビドラマ
- 忍風戦隊ハリケンジャー（2002年 - 2003年、テレビ朝日） - 霞一甲 / カブトライジャー 役
- 天罰屋くれない 闇の始末帖（2003年、テレビ朝日） - 沈黙（だまり）の壱松 役
- 17才・夏（2003年9月20日、朝日放送） - アキラ 役
- 牡丹と薔薇（2004年、東海テレビ・フジテレビ） - 柏木雅也 役
- 駄目ナリ!（2004年、よみうりテレビ） - 黒山辰巳 役
- 激闘!アイドル予備校（2006年、KBS京都放送・テレビ神奈川） - 葉咲慎也 役
- 大河ドラマ （NHK）
  - 功名が辻（2006年） - 平野長泰 役
  - 天地人（2009年4月） - 中条景泰 役
- 木曜時代劇 慶次郎縁側日記3 第4回（2006年11月2日、NHK総合） - 円次郎 役
- 演じ屋（2021年、WOWOW） - 原田辰巳 役

### その他テレビ番組
- 純烈フィッシュ（2021年10月 - 、釣りビジョン）
- Show激今夜もドル箱（テレビ東京）

### 映画
- 忍風戦隊ハリケンジャー シュシュッと THE MOVIE（2002年、東映） - 霞一甲 / カブトライジャー 役
- 新しい風 若き日の依田勉三（2004年） - イソン・ノ・アシ 役
- トワイライト・ファイル / 月光（2004年、 MIRAI PICTURES JAPAN）
- 長者番付に挑んだ男 風雲児（2006年）
- テコンドー魂〜Rebirth〜（2014年）

### ネットシネマ
- マギー's 犬Jr.（2005年） - ジョーJr. 役

### オリジナルビデオ
- スーパー戦隊シリーズ（東映ビデオ）
  - 忍風戦隊ハリケンジャースーパービデオ スーパー忍者とスーパー黒子（2002年） - 霞一甲 / カブトライジャー 役
  - 忍風戦隊ハリケンジャーVSガオレンジャー（2003年） - 霞一甲 / カブトライジャー 役
  - 爆竜戦隊アバレンジャーVSハリケンジャー（2004年） - 霞一甲 / カブトライジャー 役
  - 忍風戦隊ハリケンジャー 10 YEARS AFTER（2013年） - 霞一甲 / カブトライジャー 役
  - 忍風戦隊ハリケンジャーでござる! シュシュッと20th Anniversary（2023年） - 霞一甲 / カブトライジャー、一角 役[14]
- 実録・暴走族 ブラックエンペラー暴走伝説 下北沢総本部（2006年）
- 白竜4 赤絨毯の死闘（2007年） - サメカワ(半グレグループのリーダー)
- 龍司 K(キング)-1を目指した男（2007年）

### CM
- バンダイ「ゴウライジャー 変身シリーズ」

### 舞台
- みにくいアヒルの子-HONK（2003年） - アグリィ 役（主演）
- 孤愁の岸（2004年）
- 森は生きている（2004年）
- ROCK"N JAM MUSICAL（2004年）
- 新・夏の魔球（2006年）
- 眠れぬ夜のホンキートンクブルース〜HOST2（2006年）
- クロスセンス（2007年）
- 妻への詫び状〜作詞家 星野哲郎物語（2007年）
- GIFT (ミュージカル)（2007年）
- ミュージカル・魔法使いサリー（2008年）
- RENT（2008年）
- キティ・フィルムプロデュース『飛び降りたらトランポリン』（2008年6月3日 - 8日、ベニサン・ピット） - 平賀伴内 役（主演）
- 眠れぬ夜のサバイバル・パーティー SO SOLDIER（2009年） - 豪士役（主演）
- 舞台「戦国BASARA3」（2011年10月14日 - 16日、大阪:シアターBRAVA!/10月23日 - 30日、東京:シアターGロッソ） - 黒田官兵衛 役
- NOSTALGIC CABARET（2025年6月5日、シアタークリエ） - 日替わりゲスト

### イベント
- 白川裕二郎 presents 白川筋肉祭（2007年3月8日、ロフトプラスワン）[15]
- 単なる飲み会 vol.1 酒井裕二郎（2007年7月17日、ロフトプラスワン）[16]